# Sigge Cronstedt
Otto Sigfrid (Sigge) Cronstedt, född 16 juli 1869 i Karlskrona, död 10 juli 1958 i Stockholm, var en svensk greve i släkten Cronstedt och arkitekt. Han var brorson till Rudolf Cronstedt.

## Liv och verk
Cronstedt studerade vid Kungliga Tekniska högskolan 1890-1892 och vid Kungliga Akademien för de fria konsterna 1892-1895. Han var senare anställd hos Axel Kumlien, Fredrik Lilljekvist och inför Stockholmsutställningen 1897 hos Ferdinand Boberg. Från samma år drev han egen verksamhet. Han verkade fortsatt som utställningsarkitekt för Gävleutställningen 1901, i Wien 1910 och i Berlin 1911. Från 1905 var han tjänstgörande arkitekt utom stat vid Överintendentsämbetet.
Cronstedt utformade stadsplaner för bland annat Mölna, Lidingö, Mörby, Danderyd och för delar av Norrköping. Han ritade dessutom badhotell, sjukhus, kraftverksbyggnader, flera byggnader för Gävle-Dala Järnväg samt bostadshus. Han var även arkitekt bakom stationshus och väntkurar för Roslagsbanan samt banans verkstäder och vagnhallar i Mörby. Sigge Cronstedt medverkade under signaturen S. C-dt i Svensk uppslagsbok.

## Verk i urval
I kronologisk ordning.
- Djursholmsbanans elverk, Stocksund (1893)
- Lernbo kraftstation, Smedjebacken (1899)
- Kontorsbyggnad för Bergvik och Ala Nya AB, Söderhamn (1899)[9]
- Gävle centralstation (ombyggnad) (1901)
- Sturebadet, Stockholm (1902)
- Bostadshus vid Kungsholmstorg, Stockholm (1902-1903, 1904-1908)
- Stocksunds stationshus, Stocksund (1904-05), liksom övriga väntsalsbyggnader efter linjen[10]
- Mörby verkstäder (1906)
- Lotsverkets byggnader på området Alberget i Stockholm
- Ombyggnad av Ulriksdals slott, Solna
- Hagalunds kyrka, Solna (1906)
- Falsterbohus, Falsterbo (1908)
- Ulriksdals pumphus (1909)
- Råsunda vattentorn (1909)
- Scharinska träsliperiet, Umeå (1909)
- Djursholms elektricitetsverk, Djursholm, ombyggnad (1909)
- Hotell Fjällgården, Åre (1910)
- Åre bergbana, Åre (1910)
- Råsunda vattentorn, Solna (1910)
- Egen villa på Skinnarviksringen 6, Stockholm (1924)
  - I Finland**

- Villa Olhava i Svinhamns (Pihlava) villaområde, Björneborg

## Bilder, verk i urval

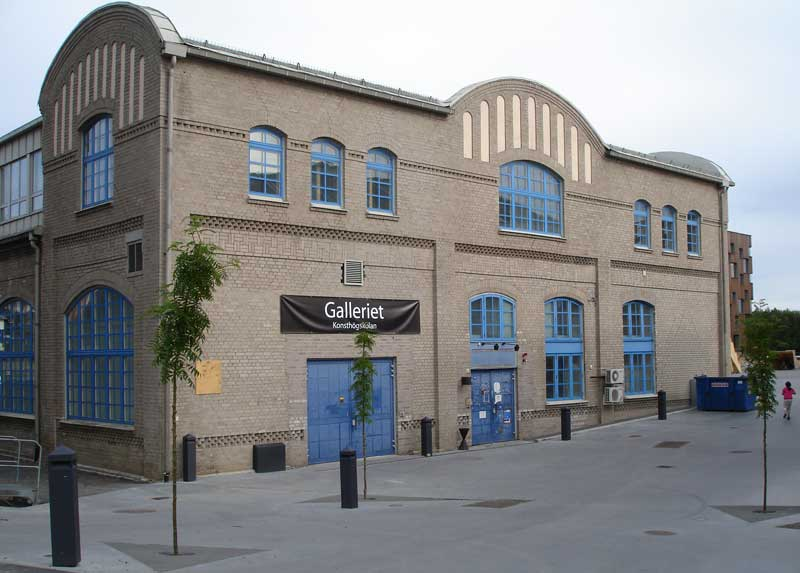
AB Scharins & Söner
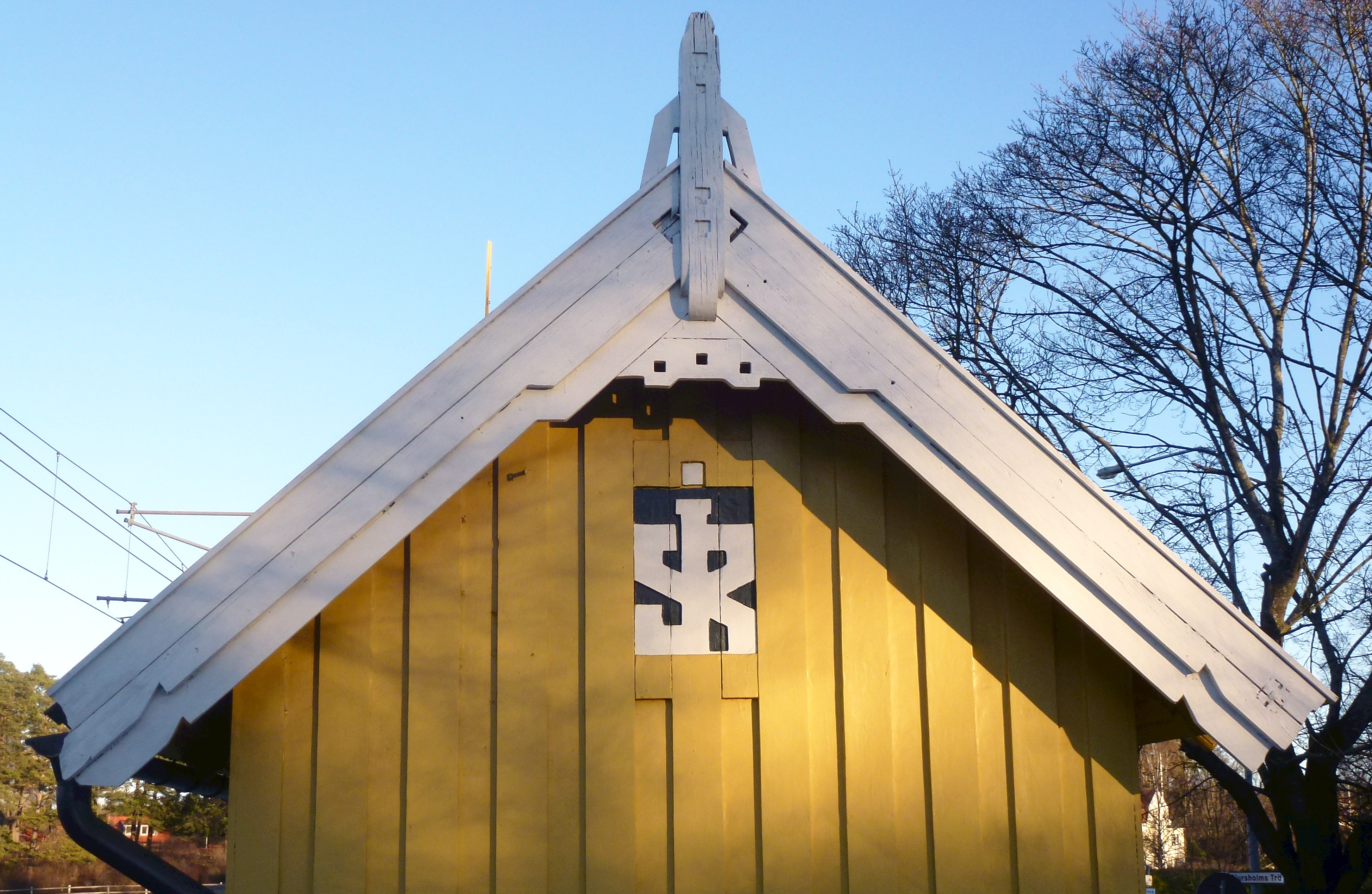
Väntkur vid Vendevägens hållplats
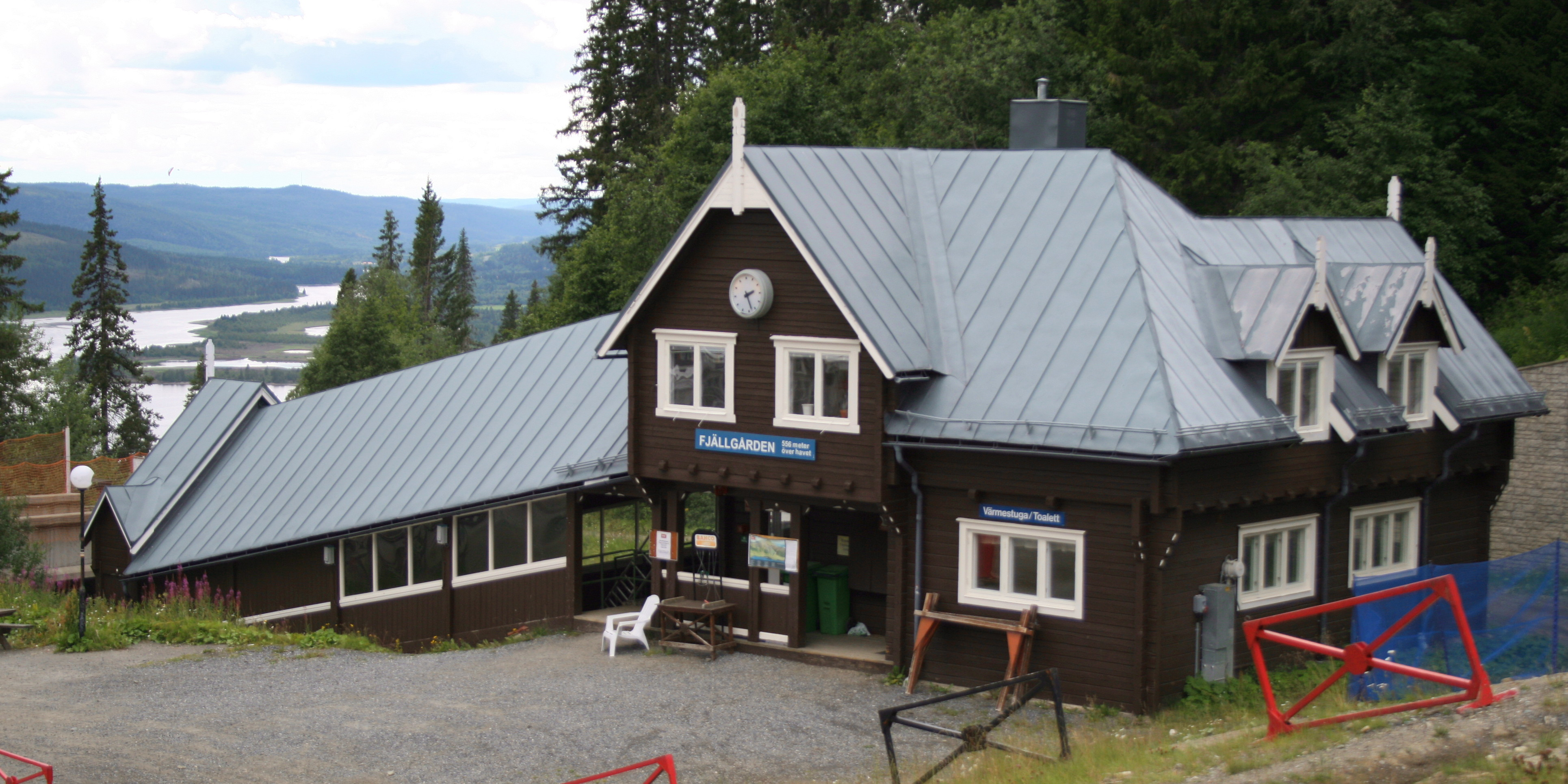
Åre bergbana
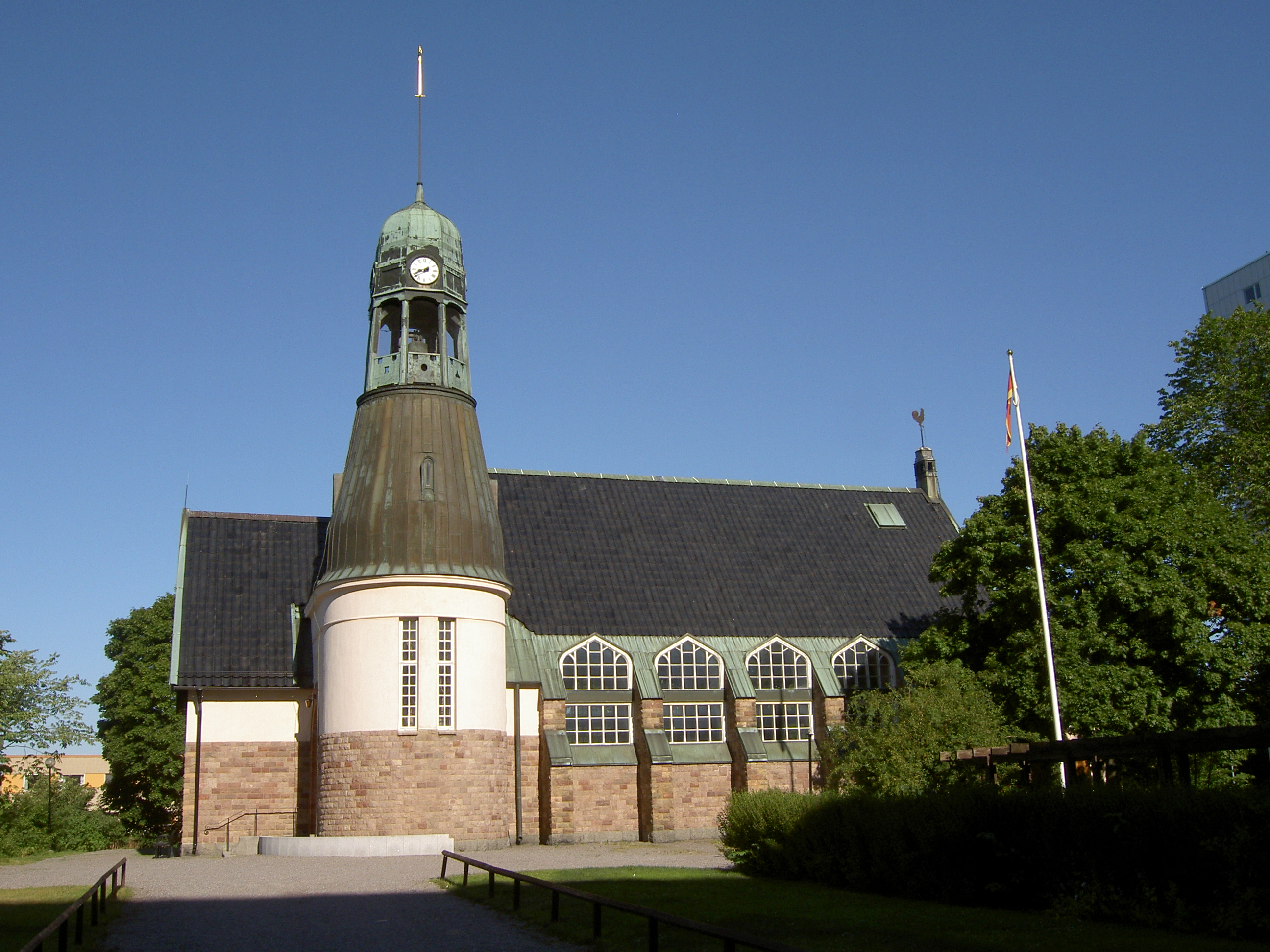
Hagalunds kyrka
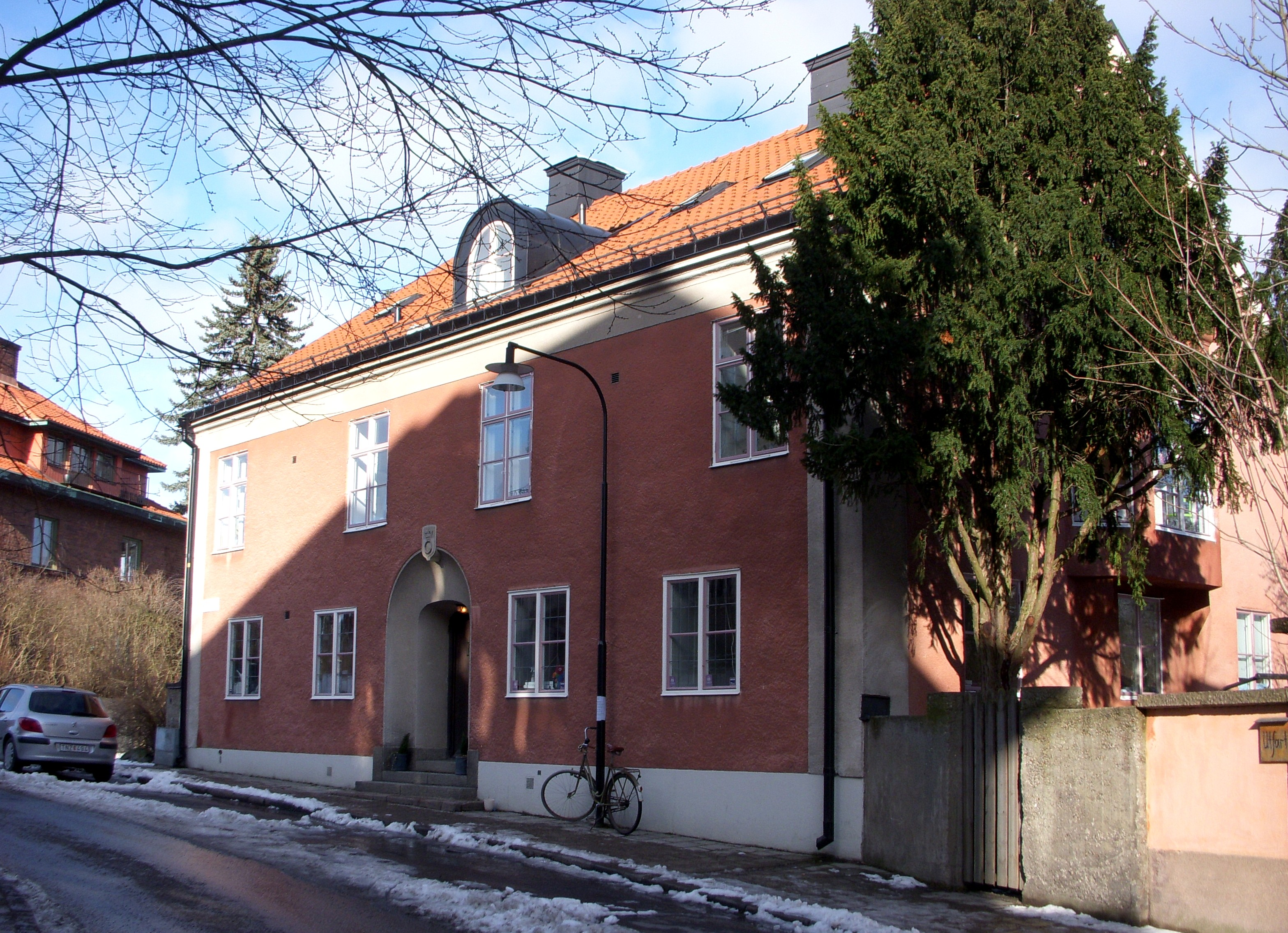
Skinnarviksringen 6 (den egna villan)
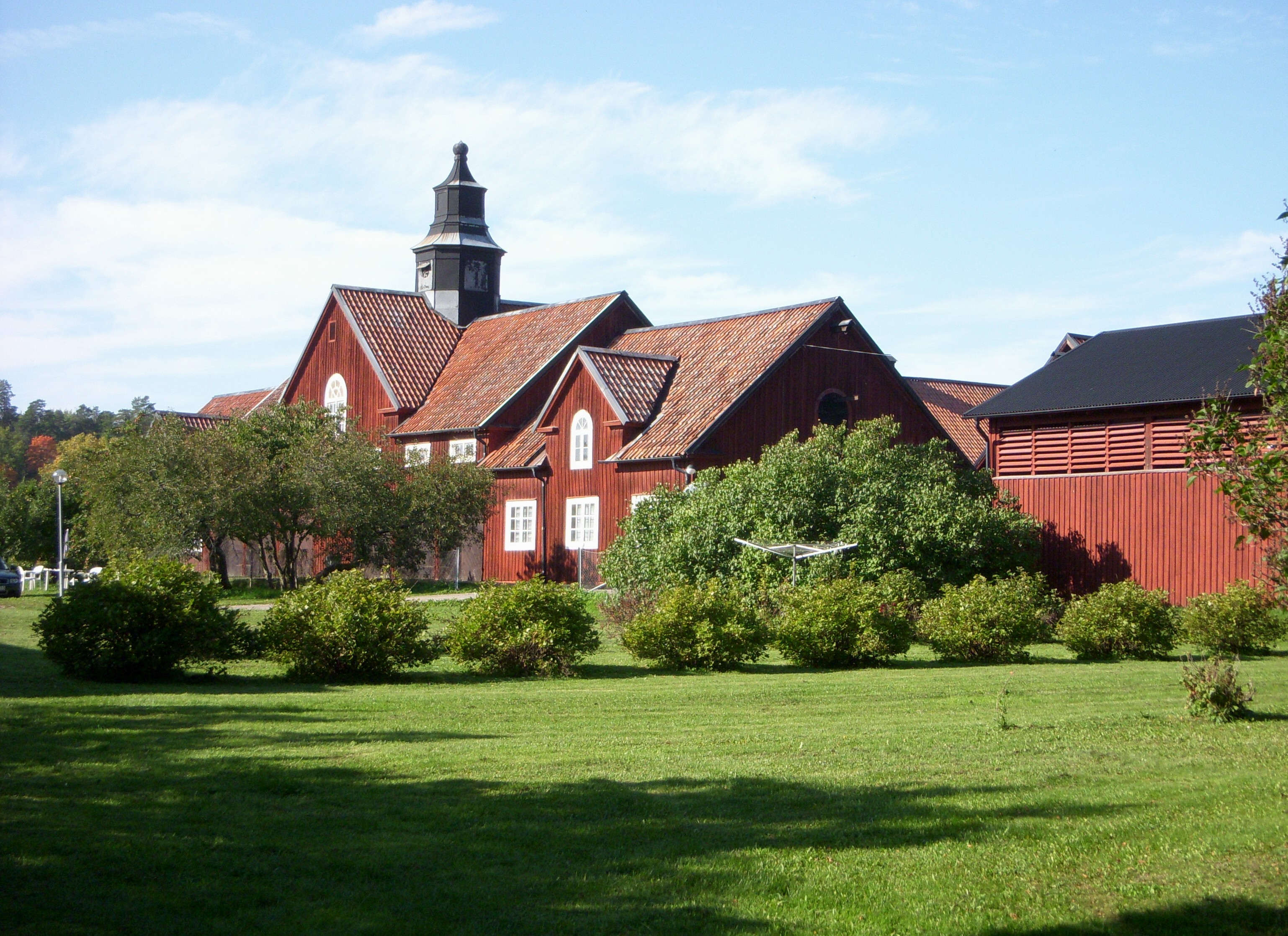
Drottningholms kungsgård
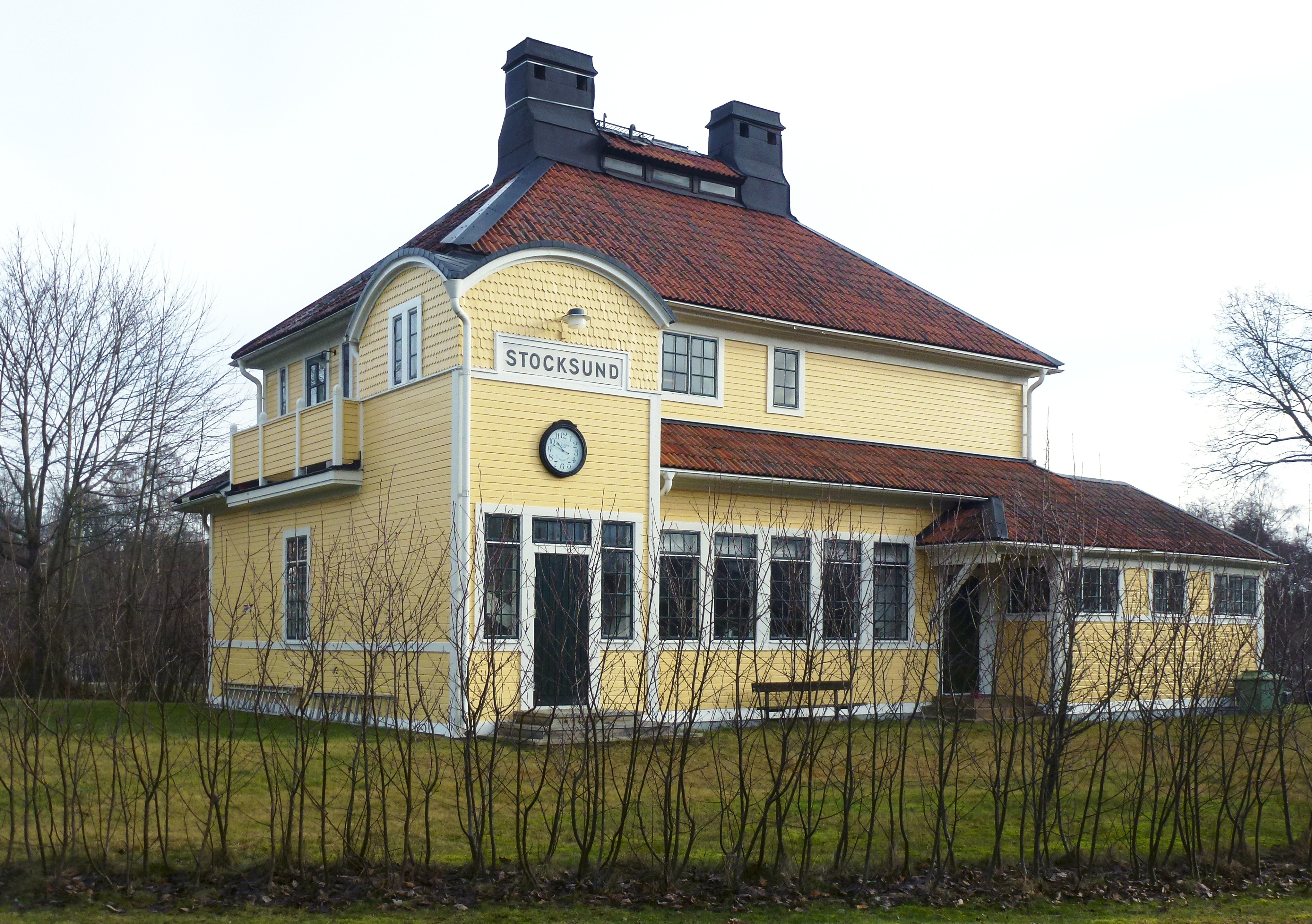
Stocksunds gamla stationshus
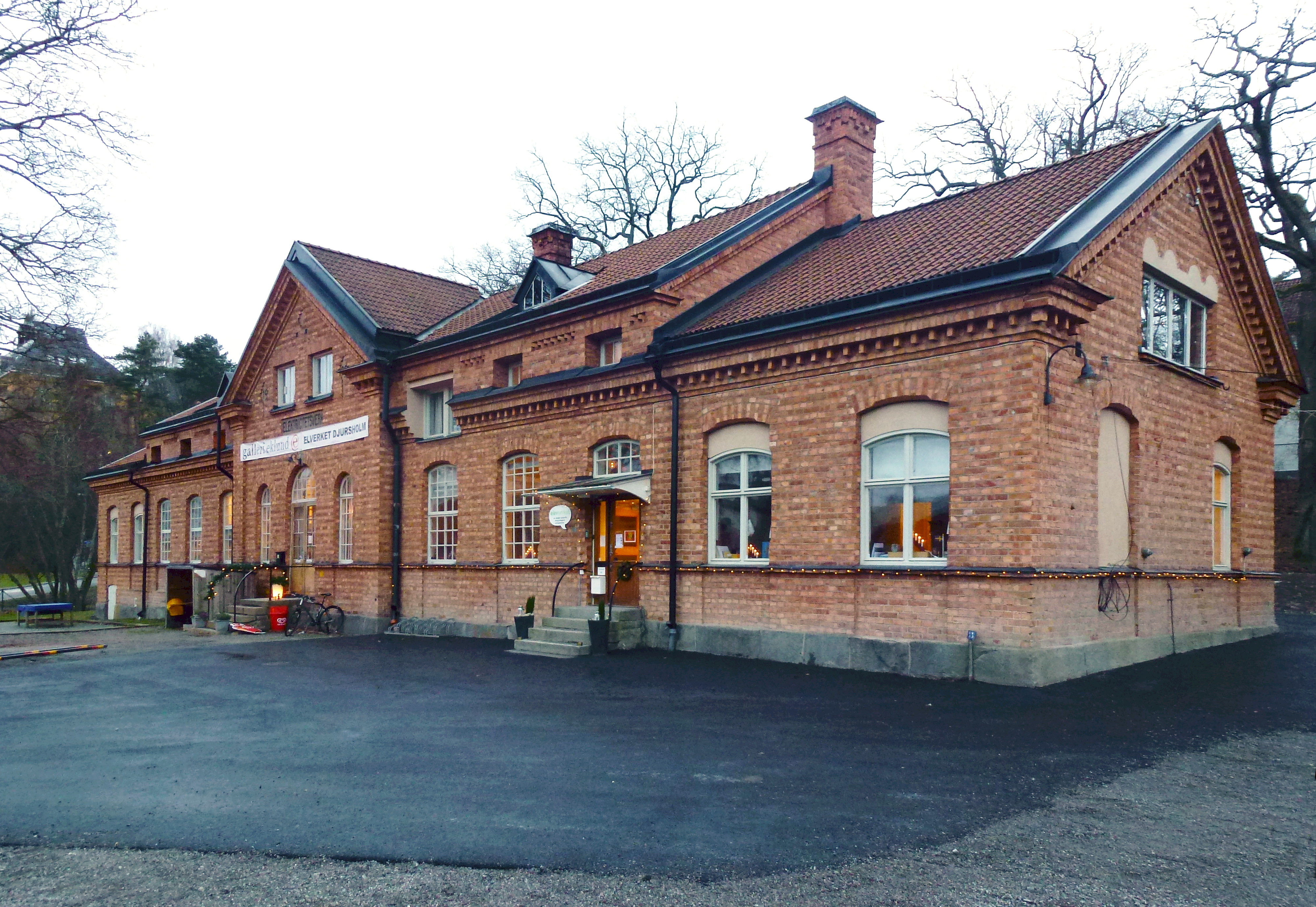
Djursholms elektricitetsverk (ombyggnad)
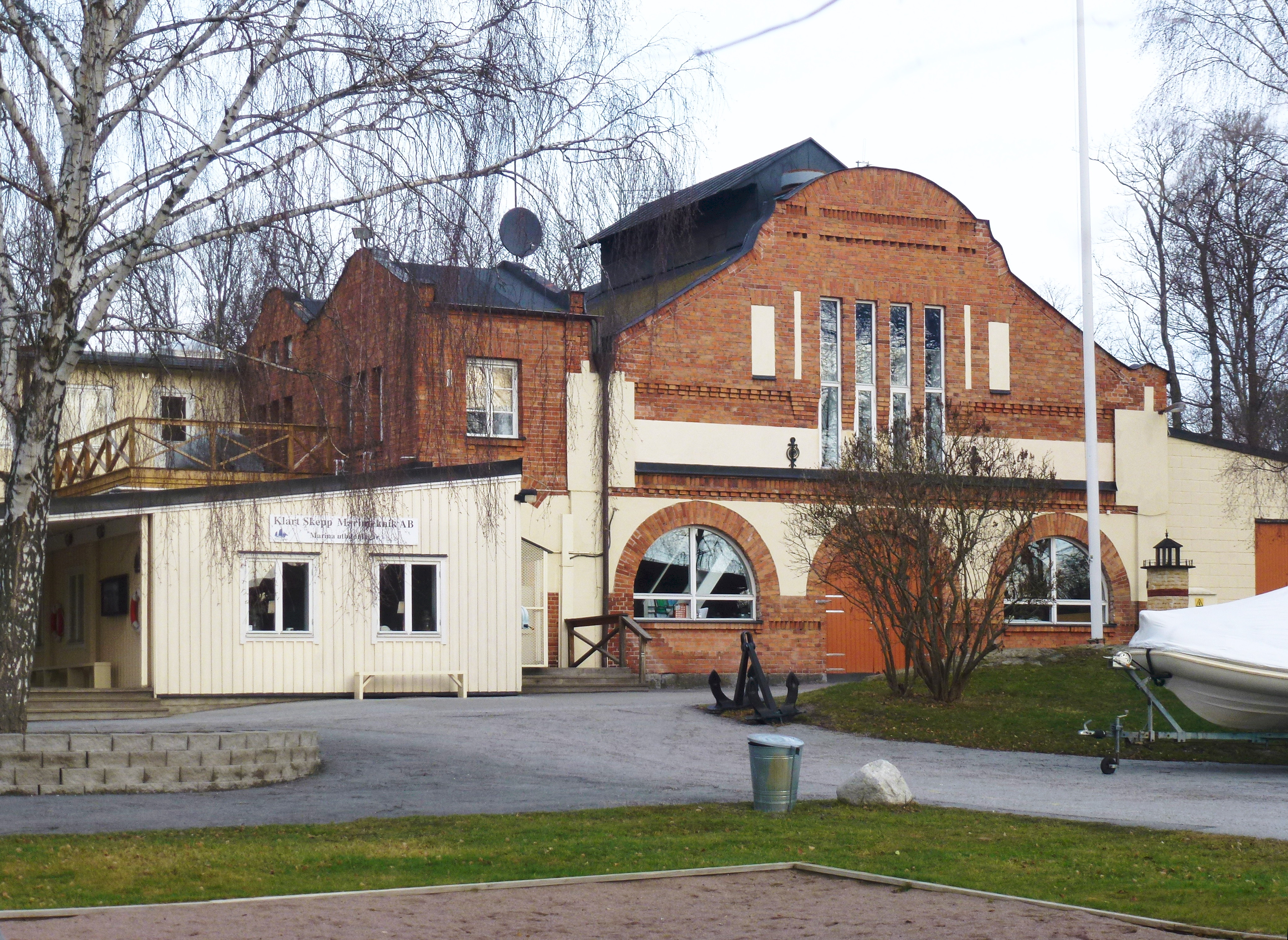
Djursholmsbanans elverk
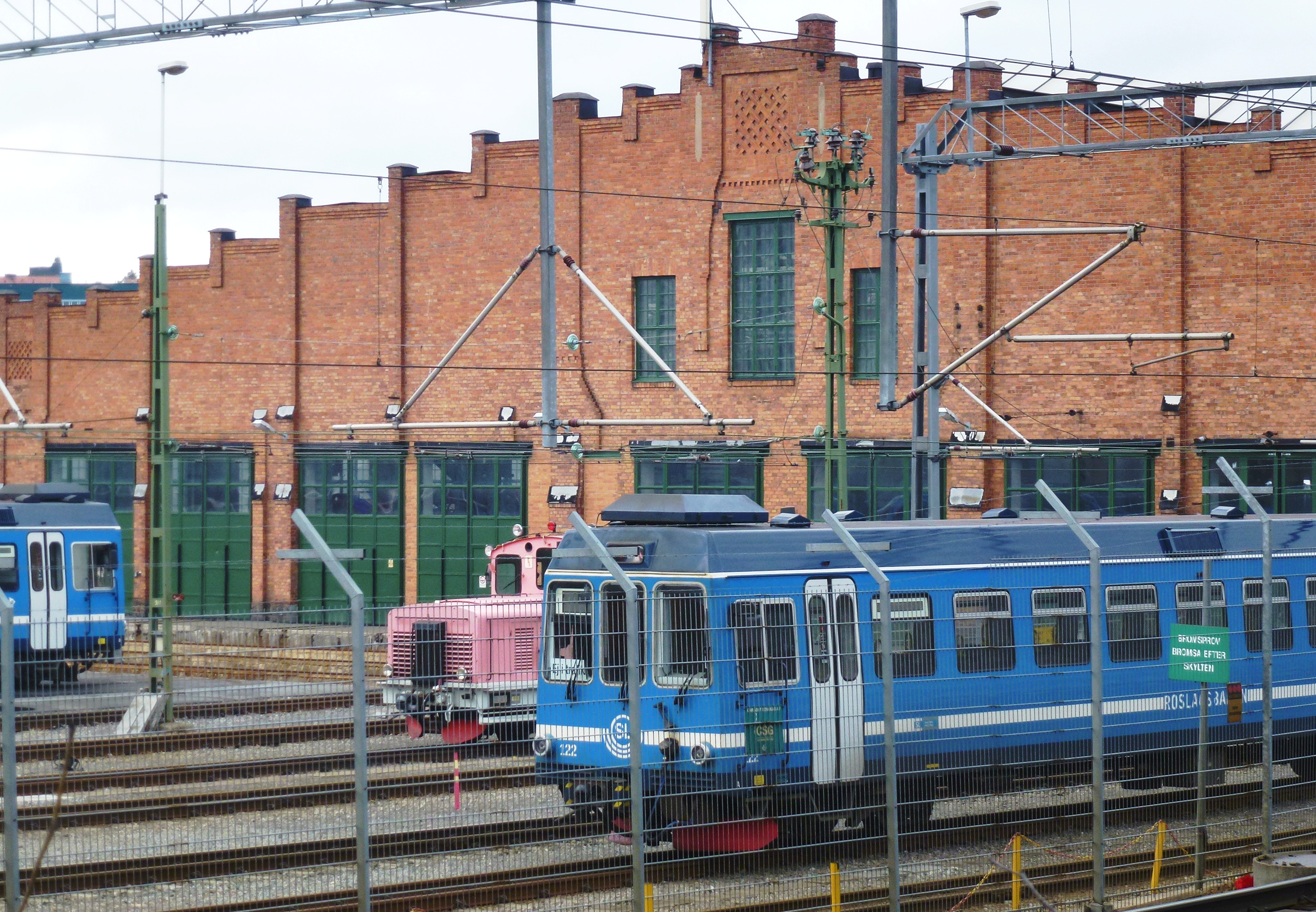
Mörby verkstäder